# Unreal Tournament 2004
Unreal Tournament 2004 è un'evoluzione del precedente Unreal Tournament 2003 (a sua volta figlio di Unreal Tournament), è un videogioco appartenente alla categoria degli sparatutto in prima persona pensato appositamente per l'esperienza on-line, anche se prevede un'ampia sezione dedicata al giocatore singolo.
Come il precedente capitolo, anche UT2004 gira nativamente anche su Linux.

## Modalità di gioco
A differenza del precedente capitolo, UT2004 compie un notevole passo avanti rispetto a titoli simili al primo videogioco della serie (grazie anche all'Unreal Engine 2). La prima cosa che si nota è l'impatto grafico, gli scenari sono molto realistici e spaziano tra foreste quasi surreali e stazioni spaziali fantascientifiche. I personaggi hanno fattezze molto realistiche, sebbene non ai livelli dei più recenti Half-Life 2 o Doom 3. 
Ciò è dovuto alla necessità di "snellire" il sistema grafico in modo da non rallentare troppo l'esperienza on-line con molti altri giocatori. Il gameplay è stato completamente rivoluzionato rispetto a capitoli come Quake 3 Arena o il precedente Unreal Tournament. 
Infatti, in questi capitoli le modalità di gioco preponderanti erano soprattutto due: il Deathmatch e la modalità Cattura La Bandiera. In Unreal Tournament 2004 sono sempre presenti queste due modalità, ma sono integrate con molti altri stili di gioco (ad esempio "Energia" (Onslaught in originale) che prevedono, tra l'altro, l'utilizzo di alcuni veicoli da guerra come:
- carri armati
- dune buggy armate di lame laterali e con un cannone che spara una sorta di "lazo" energetico
- un velocissimo hovercraft monoposto adatto a falciare la fanteria, ma debolissimo contro gli altri veicoli

e molti altri.
Sebbene Unreal Tournament 2004 sia un gioco destinato al multiplaying (ovvero, progettato per far giocare più giocatori connessi in rete), può essere giocato anche in modalità giocatore singolo, affrontando una serie di sfide e di tornei specifici.
Da notare l'acclamato ritorno del fucile da cecchino (sniper rifle) escluso in Unreal Tournament 2003 in favore del Lighting Gun (un fucile di precisione a scariche elettriche). Chicche come il Flak Monkey (premio ottenuto quando si uccide quasi esclusivamente con il cannone contraereo, o Flak Cannon) sono rimaste invariate.

## Le armi
La maggior parte delle armi presenti nel gioco è la stessa delle versioni precedenti, ma fanno la loro entrata in scena anche altri tipi di armi.
Ogni arma possiede due modalità di fuoco attivabili con pulsanti configurabili dal giocatore (di base pulsante sinistro e destro del mouse). Di solito l'attacco primario (pulsante sinistro del mouse) è più veloce e preciso, quello secondario (pulsante destro del mouse) è più lento ma più doloroso.